# Obletter
Obletter en en tysk legetøjsforretning i München grundlagt i 1825 af Josef Obletter. Obletter er den største legetøjsbutik i Sydtyskland.
| Tyskland | Spire Denne artikel om et firma eller en virksomhed i Tyskland er en spire som bør udbygges. Du er velkommen til at hjælpe Wikipedia ved at udvide den. |

1. ↑  Navnet er anført på engelsk og stammer fra Wikidata hvor navnet endnu ikke findes på dansk.